# Drakan: Order of the Flame
Drakan: Order of the Flame — компьютерная игра в жанре приключенческого боевика, разработанная компанией Surreal Software и выпущенная компанией Psygnosis в 1999 году. В игре главные герои, девушка-воин Ринн и дракон Арок, ищут младшего брата Ринн, чтобы освободить его от злого колдуна Навароса. Продолжение, Drakan: The Ancients’ Gates, появилось в 2002 году.

## Игровой процесс
Геймплей Drakan в основном состоит из исследования локаций и борьбы с врагами. Игрок управляет Ринн от третьего лица с помощью клавиатуры и мыши. На открытых пространствах Арок следует за Ринн, и, если это возможно, может приземлиться рядом. В этом случае он позволяет Ринн взобраться на себя, после чего управление переключается на дракона. Во время управления Ароком игрок не может использовать предметы из инвентаря Ринн (кроме лечебных зелий), но может применять оружие дальнего боя самого дракона, которое тот получает на протяжении всей игры, начиная с врожденного выдыхания огня. Находясь в воздухе, Ринн и Арок превосходят любого наземного врага, но чтобы победить летающих монстров, игрок должен маневрировать и атаковать точно в цель.
Большие открытые пространства содержат входы в подземелья, в которые Арок, как правило, не может войти из-за его размера, поэтому Ринн должна изучить их самостоятельно. Управляя Ринн, игрок может снаряжать её мечами, кинжалами, булавами, боевыми топорами, луками и бронёй, которые она находит на протяжении всей игры. Инвентарь имеет ограниченный размер, а всё оружие (исключая 3 вида) и броня изнашиваются при использовании и не могут быть отремонтированы. В дополнение к обычному оружию в игре есть магические кристаллы, зелья, разнообразные стрелы для лука, предметы для заданий, но нет щитов. Никаких особых навыков, необходимых для того, чтобы Ринн могла использовать любое оружие или броню, в игре нет. Игрок может применять акробатику, специальные атаки, а также ставить блок для тактического преимущества в бою.
Кроме участия в сражениях, игрок должен решать головоломки, чтобы развивать сюжет дальше или получить специальные артефакты, такие, как уникальная броня и оружие.

## Сюжет
История начинается с того, что на Ринн и её брата Делона нападает группа вартоков, оркоподобных существ, выступающих на стороне Навароса. Раненую Ринн оставили умирать, а Делон был похищен. Выжившая девушка, вернувшись в деревню, обнаруживает её сожжённой прислужниками Навароса. Смертельно раненый староста поручает Ринн найти дракона Арока и воскресить легендарный Орден Пламени, древнюю организацию рыцарей-наездников на драконах, которые сражались со злом и исчезли после того, как оно, казалось, было побеждено. Ринн находит дракона в древней пещере и использует кристалл Герона, бывшего всадника Арока, чтобы пробудить его. Неохотно дракон соглашается объединиться с Ринн посредством магического ритуала под названием Связь. Связь позволяет соединять Ринн и Арока, заставляя их делиться своим здоровьем, и когда один из них убит, другой тоже умирает.
Ринн и Арок путешествуют по миру Дракан, проходя различные испытания, а после бесчисленных сражений, обнаруживают, что прислужниками Навароса планируется использование тела Делона для воскрешения злого мага. Ринн сражается с околдованным братом, и, потерпев поражение, Наварос покидает его тело и убегает. Финальный босс игры — четырёхглавый дракон Навароса Кирос, с которым Ринн и Арок должны бороться вместе. Игра заканчивается на том, что Делон падет в бездну, а Ринн и Арок следуют за ним.
Последующие приключения Ринн и Арока описаны в игре Drakan: The Ancients’ Gates, выпущенной в 2002 году эксклюзивно для PlayStation 2.

## Разработка и выпуск
Drakan: Order of the Flame стала дебютной игрой студии Surreal Software, основанной четырьмя выпускниками колледжа: Аланом Патмором, Ником Радовичем, Стюартом Денманом и Майком Николсом. Разработчики предлагали крупным издателям различные идеи игр; летом 1996 года одной из них — стратегией в реальном времени, в которой игрок управлял бы драконом — заинтересовалась Virgin Interactive, предложившая сменить жанр на аркадный шутер. Впоследствии Virgin начала сокращать свои проекты, и в начале 1997 года Surreal удалось продать концепт игры Psygnosis, которая дала студии полную творческую свободу. Производственный бюджет игры составил 2,5 млн долларов, а команда разработки разрослась до 25 человек.
Поскольку дракон в качестве управляемого персонажа ограничивал бы игроков в том, с чем они могли бы взаимодействовать, разработчики решили добавить человека-наездника. По словам Денмана, «женский персонаж был естественным выбором, поскольку она уравновесила бы огромный размер и силу дракона». Первый публичный показ игры состоялся на E3 1998.
Игра была оценена рейтингом «Mature» по Entertainment Software Rating Board за «анимированное насилие и кровь» из-за реалистичного изображения расчленения, обезглавливания врагов.

## Отзывы
| Сводный рейтинг       | Сводный рейтинг |
| Агрегатор             | Оценка          |
| --------------------- | --------------- |
| GameRankings          | 81,00 %         |
| MobyRank              | 82 %            |
| Иноязычные издания    |                 |
| Издание               | Оценка          |
| AllGame               | [ 7 ]           |
| CGW                   | [ 8 ]           |
| CVG                   | [ 9 ]           |
| Edge                  | 7/10            |
| GamePro               | 4,0/5           |
| GameRevolution        | B-              |
| GameSpot              | 7,5/10          |
| GameSpy               | 93/100          |
| GameZone              | 7,3/10          |
| IGN                   | 8,1/10          |
| Jeuxvideo.com         | 18/20           |
| Micromanía            | 86 %            |
| Next Generation       | [ 19 ]          |
| PC Accelerator        | 7/10            |
| PC Gamer (US)         | 69 %            |
| The Adrenaline Vault  | [ 22 ]          |
| Power Unlimited       | 8,9/10          |
| Xtreme PC             | 78 %            |
| Русскоязычные издания |                 |
| Издание               | Оценка          |
| Absolute Games        | 75 %            |
| Game.EXE              | 4,0/5           |
| «Игромания»           | 8,7/10          |
| «Страна игр»          | 7,5/10          |

На основании 28 обзоров GameRankings оценил Drakan: Order of the Flame средним баллом в 81 %.